# Кейн, Аделаида
Аделаи́да Викто́рия Кейн (англ. Adelaide Victoria Kane, род. 9 августа 1990, Клермонт) — австралийская актриса.

## Биография
Аделаида Кейн родилась 9 августа 1990 года в городе Перт, штат Западная Австралия, Австралия. Ее отец шотландец, а мать имеет шотландские, ирландские и французские корни. Она училась в англиканской школе Святой Хильды. С шести лет начала интересоваться актёрским мастерством. Переехав в Мельбурн в 2006 году, она начала сниматься в сериале «Соседи» после того, как выиграла конкурс от журнала «Долли» в 2006 году. У Аделаиды есть младший брат Уильям. В 2014 году Кейн завела себе кошку по кличке Ранма.
Сейчас Кейн живёт в Лос-Анджелесе, штат Калифорния, США.
Кейн начала карьеру актрисы с роли Лолли Аллен в сериале «Соседи». Кейн получила контракт на три месяца. В декабре 2006 она покинула проект, так как контракт не был продлён. С марта по декабрь 2009 года Аделаида снималась в роли Тенайи 7 в «Могучих Рейнджерах RPM». В апреле 2010 года Кейн снялась в телевизионном фильме «Секрет горы» на NBC. Также, в 2010 году австралийка снялась в сериале «Мило и жестоко» в роли Чарли.
В ноябре 2012 года было объявлено, что Кейн присоединится к касту сериала канала MTV «Волчонок» в роли Коры Хейл, сестры Дерека Хейла. В 2013 году сыграла роль Зои Сэндин в фильме «Судная ночь», а также сыграла Марию Стюарт в сериале «Царство».

## Фильмография

### Кино
| Год  |     | Русское название         | Оригинальное название   | Роль             |
| ---- | --- | ------------------------ | ----------------------- | ---------------- |
| 2010 | тф  | Тайны горы               | Secrets of the Mountain | Джейд Энн Джеймс |
| 2012 | ф   | Козы                     | Goats                   | Обри             |
| 2012 | ф   | Ущелье Доннера           | Donner Pass             | Николь           |
| 2013 | ф   | Судная ночь              | The Purge               | Зои Сэндин       |
| 2013 | ф   | Красноречивее, чем слова | Louder Than Words       | Стефани Ферери   |
| 2013 | ф   | Кровавый пунш            | Blood Punch             | Нэбики           |
| 2013 | кор | Письмо домой             | A Letter Home           | Эмили Фелдмен    |
| 2014 | ф   | Рука Дьявола             | The Devil's Hand        | Рут              |
| 2015 | кор | Королевство              | Realm                   | Клэр Дэниелс     |
| 2017 | тф  | Мою любовь не купишь     | Can't Buy My Love       | Лили Спрингер    |
| 2018 | ф   | Знакомый                 | Acquainted              | Шери             |
| 2020 | ф   | Ход вещей                | The Swing of Things     | Джорджия         |
| 2020 | ф   | Звёздный рубеж           | Cosmic Sin              | Фиона Арден      |

### Телевидение
| Год          |    | Русское название       | Оригинальное название     | Роль                           |
| ------------ | -- | ---------------------- | ------------------------- | ------------------------------ |
| 2007         | с  | Соседи                 | Neighbours                | Лолли Аллен                    |
| 2009         | с  | Могучие Рейнджеры RPM  | Power Rangers RPM         | Тенайя 7/15                    |
| 2011         | с  | Мило и жестоко         | Pretty Tough              | Чарли                          |
| 2013         | с  | Волчонок               | Teen Wolf                 | Кора Хейл                      |
| 2013—2017    | с  | Царство                | Reign                     | Мария Стюарт                   |
| 2016—2017    | мс | Драконы: Гонка на Краю | Dragons: Race to the Edge | Мала                           |
| 2017—2018    | с  | Однажды в сказке       | Once upon a time          | Айви Белфри / Дризелла Тремейн |
| 2019—2020    | с  | Спецназ                | SEAL Team                 | Ребекка Боуэн                  |
| 2022 — н. в. | с  | Анатомия страсти       | Grey's Anatomy            | Джулс Миллин                   |

## Номинации и награды
Полный список наград и номинаций на сайте IMDb
| Год  | Результат | Награда                               | Категория                                    | Роль         | Работа    |
| ---- | --------- | ------------------------------------- | -------------------------------------------- | ------------ | --------- |
| 2008 | Номинация | Logie Awards                          | «Лучшая новая актриса»                       | Лолли Аллен  | «Соседи»  |
| 2014 | Номинация | Teen Choice Awards                    | «Лучшая актриса нового сериала»              | Мария Стюарт | «Царство» |
| 2014 | Номинация | Телевизионный фестиваль в Монте-Карло | «Выдающаяся актриса в драматическом сериале» | Мария Стюарт | «Царство» |